# Антибес
Антибес (в верховье Большой Антибес) — река в Кемеровской области России, левый приток Кии. Впадает в Кию слева в 227 км от устья. Длина реки составляет 82 км, площадь бассейна 1050 км². Возле устья находится село Большой Антибес.

## Притоки
(км от устья)
- 32 км: Сулуюл (лв)
- Кумурла (пр)
- Камышинка (лв)
- Сосновка (лв)
- 60 км: Тундушка (лв)
- 65 км: Малый Антибес (лв)
- Соколовка (пр)
- Базовский (пр)

## Данные водного реестра
По данным государственного водного реестра России относится к Верхнеобскому бассейновому округу, водохозяйственный участок реки — Чулым от города Ачинск до водомерного поста села Зырянское, речной подбассейн реки — Чулым. Речной бассейн реки — (Верхняя) Обь до впадения Иртыша.
Код водного объекта — 13010400212115200018873.